# 雷諾瓦足球俱樂部
雷諾瓦足球俱樂部是北馬其頓共和國的一家足球俱樂部。目前參加馬其頓甲組足球聯賽的賽事。球隊是2009–10賽季馬其頓足球甲級聯賽的冠軍得主。

## 外部連結
- Club info at MacedonianFootball （页面存档备份，存于） （英文）
- Football Federation of Macedonia （页面存档备份，存于） （馬其頓文）
- Makedonski fudbal （页面存档备份，存于） （馬其頓文）